# Stenoxyphula excisa
Stenoxyphula excisa är en insektsart som först beskrevs av Willy Adolf Theodor Ramme 1941.  Stenoxyphula excisa ingår i släktet Stenoxyphula och familjen Pyrgomorphidae. Inga underarter finns listade.